# Abel Campos
Afonso Abel de Campos (Luanda, 4 de maio de 1962) é um ex-futebolista angolano de ascendência portuguesa que atuava como meio-campista.
É pai dos também futebolistas Djalma e Geovany Campos (este último, aposentado desde 2016).

## Carreira
Destacou-se mais com a camisa do Petro de Luanda, onde jogou entre 1982 e 1988, quando despertou o interesse do Benfica.
Nas Águias de Lisboa, Abel não ficou por muito tempo: esteve na agremiação entre 1988 e 1990, vencendo a Primeira Divisão nacional. Entre 1990 e 1991, defendeu o Estrela da Amadora em 30 jogos.
Ainda teve passagens por Braga, Benfica de Castelo Branco, Gelora Dewata (Indonésia) e Alverca, até se aposentar em 1998, enquanto defendia o PSIS Semarang (também da Indonésia).

## Carreira internacional
A única competição que Abel disputou com a Seleção Angolana de Futebol, pela qual atuava desde 1988, foi a Copa Africana de Nações de 1996, aos 32 anos, saindo do banco de reservas nos jogos contra Camarões e Egito, e titular contra a África do Sul, anfitriã e campeã da competição.
Ele também jogou partidas das eliminatórias para a Copa de 1990, chegando a ser capitão dos Palancas Negras.

## Títulos
Petro de Luanda
- Girabola: 1982, 1984, 1986, 1987 e 1988
- Taça de Angola: 1987

Benfica
- Primeira Liga: 1988–89
- Supertaça Cândido de Oliveira: 1988